# Westminster-statutten (1931)
Westminster-statutten af 1931 er en lov («Act of Parliament») vedtaget af det britiske parlament 11. december 1931). Den indførte fuld lighed mellem lovgivningen fra de selvstyrende dominioner i det britiske imperium og Storbritannien, med nogle få undtagelser. Statutten blev national lov i hvert af de øvrige commonwealth-lande efter overføring af de aktuelle landes grundlove, i det omfang de ikke blev erklæret umoderne og ændret i processen.
Statutten er af historisk betydning, fordi den markerede den gældende lovgivende uafhængighed i de britiske dominioner, enten umiddelbart eller ved deres parlamenters ratificering. Den resterende konstitutionelle magt hos Westminster-parlamentet er senere i høj grad blevet erstattet af ny lovgivning. Statutten har alligevel relevans i dag, fordi den lægger grundlaget for fortsat samarbejde mellem commonwealth-landene og kronen.